# 심장가로막각
심장가로막각(cardiophrenic angle), 또는 심장횡격막각은 영상 촬영(가장 일반적으로 X선)에서 볼 수 있는 심장과 가로막 사이의 각이다. 두 개의 심장가로막각이 양쪽에 하나씩 있지만, 오른쪽에 있는 것은 심장과 간 사이의 각인 심장간각(cardiohepatic angle)에 의해 가려져 있다.

## 같이 보기
- 갈비가로막오목